# Федотов, Павел Андреевич
Па́вел Андре́евич Федо́тов (22 июня [4 июля] 1815, Москва — 14 [26] ноября 1852, Санкт-Петербург) — русский живописец и график, последователь натуральной школы, один из наиболее ярких петербургских художников николаевской эпохи, поэт; жанрист и портретист, карикатурист, иллюстратор. Академик Императорской Академии художеств (с 1848; ассоциированный член — «назначенный» с 1847).

## Биография
Родился 22 июня (4 июля) 1815 года в семье Андрея Илларионовича Федотова, служившего в армии во времена Екатерины II, получившего при выходе в отставку чин поручика и дворянство, впоследствии обедневшего титулярного советника, и его жены Натальи Алексеевны Калашниковой. Крещён 3 июля в церкви Харитония в Огородниках, Никитского сорока. Помимо сына Павла, в семье родились ещё две дочери.
В 11 лет определён отцом в Первый Московский кадетский корпус, где хорошими способностями и примерным поведением обратил на себя внимание начальства. В 1830 году произведён в унтер-офицеры, а в 1832-м — в фельдфебели. В свободное от учёбы время кадет Федотов любил рисовать. Первыми рисунками будущего художника были карикатуры на товарищей, самого себя, корпусное начальство.
В 1832 году окончил курс с отличием (его имя было внесено в список на почётной мраморной доске в актовом зале корпуса); 13 декабря 1833 года по высочайшему приказу произведён в прапорщики и направлен в лейб-гвардии Финляндский полк. В этом полку, располагавшемся в Санкт-Петербурге, Федотов прослужил 10 лет. Через 3—4 года службы в полку молодой офицер стал посещать вечерние уроки рисования в Академии художеств. В свободное от службы время упражнялся дома, рисуя акварельные и карандашные портреты своих сослуживцев, сцены полковой жизни и карикатуры. Хорошо зная черты лица и фигуру великого князя Михаила Павловича, Федотов рисовал его портреты, которые охотно покупались продавцами картин и эстампов.
В феврале 1837 года участвовал в 167-вёрстном походе гвардейского корпуса по маршруту Пулково — Ижора — Тосно — Царское Село — Гатчина — Красное Село — Петербург. За участие в этом походе вместе с другими офицерами получил высочайшую благодарность.
Летом 1837 года великий князь, вернувшийся в Санкт-Петербург из-за границы после лечения, посетил Красносельский лагерь. Встречу великого князя с военными Федотов запечатлел в акварельной картине, для написания которой он впервые за всё время службы получил отпуск; за неё он был пожалован бриллиантовым перстнем. Картиной «Встреча в лагере Финляндского полка…», по словам Федотова, «окончательно припечаталось в его душе артистическое самолюбие». После этого он начал картину «Освящение знамён в Зимнем Дворце, обновлённом после пожара». Надеясь улучшить своё материальное положение, Федотов решился представить картину великому князю, который показал её своему августейшему брату и Николай I повелел «предоставить рисующему офицеру добровольное право оставить службу и посвятить себя живописи с содержанием по 100 руб. ассигнациями в месяц».
После долгих раздумий Федотов, наконец, подал прошение об отставке, и 3 января 1844 года был уволен с производством в чин капитана и правом носить военный мундир. На скудную пенсию в 28 рублей 60 копеек в месяц (что равнялось 100 ассигнационным рублям), надо было содержать свою семью, нанимать натурщиков, приобретать материалы и пособия для работы.

## Творчество

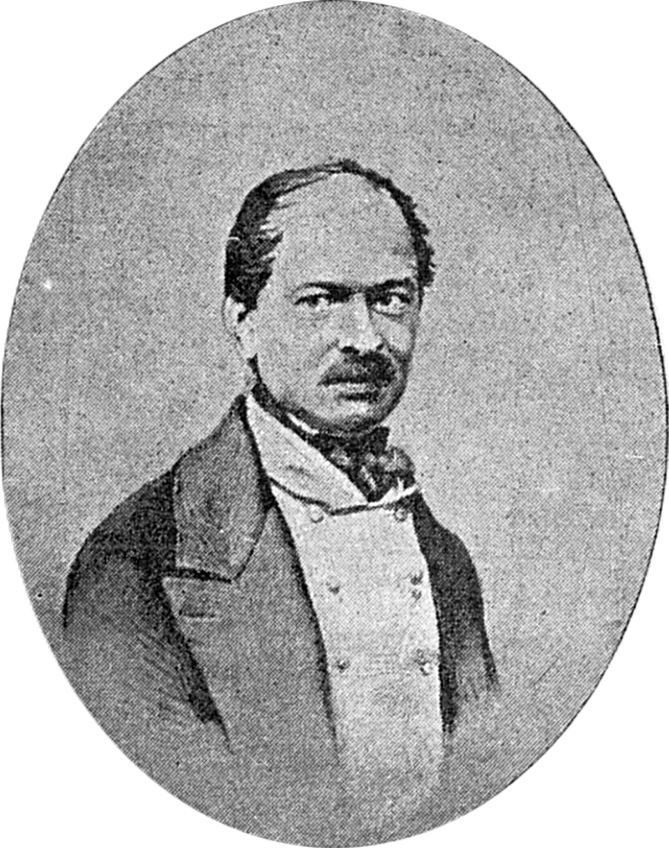
Павел Федотов, 1850-е годы

Первоначально Федотов избрал для себя батальный жанр как область искусства, в которой уже успешно попробовал свои силы и которая в то время сулила почёт и материальное обеспечение. Поселившись в бедной квартире в одной из дальних линий Васильевского острова, стал усердно упражняться в рисовании и написании этюдов с натуры как дома, так и в академических классах. Чтобы расширить круг своих батальных сюжетов, ограничивавшихся до этого пехотой, он стал изучать скелет и мускулатуру лошади под руководством профессора-баталиста Академии художеств Александра Зауервейда. Из произведений, задуманных Федотовым в эту пору, но оставшихся только в эскизах, замечательнейшими, по отзыву его друзей, были «Французские мародёры в русской деревне в 1812 г.», «Переход егерей вброд через реку на манёврах», «Вечерние увеселения в казармах по случаю полкового праздника» и несколько композиций на тему «Казарменная жизнь», выполненных под влиянием Хогарта.
Остроумие, тонкая наблюдательность, умение подмечать типичные черты людей разных сословий, знание обстановки их жизни, способность передать характер человека — все эти свойства таланта, ярко проявлявшиеся в рисунках Федотова, указывали на то, что истинным призванием художника была жанровая живопись. В этом выборе художнику отчасти помогло письмо баснописца Крылова, который видел некоторые работы Федотова и посоветовал ему заняться жанровой живописью. Послушавшись этого совета, по имевшимся в его альбоме наброскам Федотов написал маслом одну за другой две картины: «Свежий кавалер» (1848, другое название: «Утро чиновника, получившего первый крест») и «Разборчивая невеста» (1847, на сюжет басни Крылова).
Федотов показал их Брюллову, который пришёл в восторг. И вскоре Советом академии Федотов был выдвинут на звание академика и получил денежное пособие, что позволило ему продолжить начатую картину «Сватовство майора» (1848, 1851 — второй вариант). Эта картина была готова к академической выставке 1848 года, на которой и появилась вместе со «Свежим кавалером» и «Разборчивой невестой».

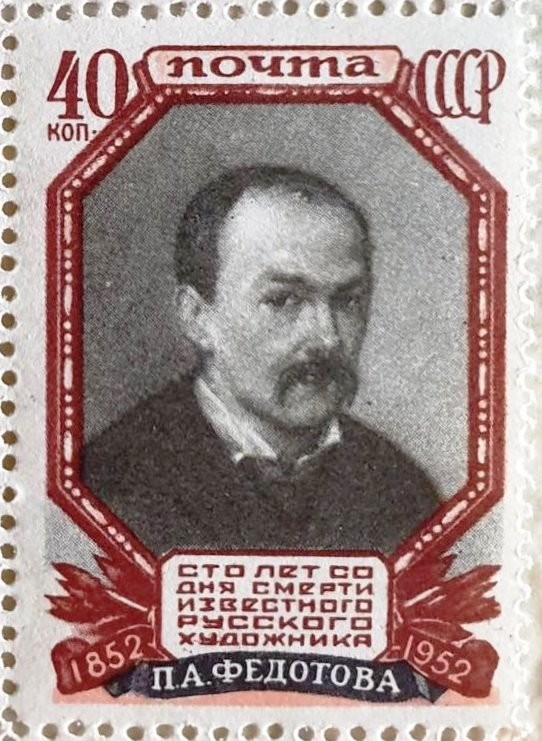
Почтовая марка СССР, 1952 год (по автопортрету 1848 года)

### Признание
В 1848 году Совет Академии единогласно признал художника академиком, и после выставки имя Федотова стало известно широкой публике, в журналах появились хвалебные статьи критиков. Популярности Федотова способствовало то обстоятельство, что почти одновременно со «Сватовством майора» стало известно стихотворение, объяснявшее смысл этой картины, сочинённое самим художником и распространившееся в рукописных копиях. Федотов с юных лет любил писать стихи, басни, элегии, альбомные пьесы, романсы, которые сам перелагал на музыку, и, в пору своего офицерства, солдатские песни.
Поэзия Федотова гораздо ниже созданных его карандашом и кистью произведений, однако и ей присущи те же достоинства. Федотов не придавал большого значения своим стихам и не печатал, позволяя переписывать их только знакомым. Стихотворение «Рацея» к картине «Сватовство майора» справедливо считалось его знакомыми самым удачным произведением федотовской поэзии.
Академическая выставка 1848 года доставила Павлу Андреевичу, кроме почёта и известности, небольшое улучшение материального положения: в дополнение к пенсии государственного казначейства было отпущено по 300 руб. в год из суммы, ассигнуемой кабинетом Его Величества на поощрение достойных художников.
В феврале 1850 года приехал в Москву к родным, попавшим в бедственное финансовое положение, чтобы помочь им. В Москве из картин художника с петербургской выставки и из нескольких рисунков сепией была устроена выставка, приведшая московскую публику в ещё больший восторг. Федотов вернулся из Москвы довольным, здоровым, полным радужных надежд и снова принялся за работу. Теперь он решает внести в своё творчество, направленное перед этим к обличению пошлых и тёмных сторон русской жизни, новый элемент — истолкование явлений светлых и отрадных.
Важное место в творчестве Федотова заняли портреты, в которых ирония уступила место светлому, созерцательному лиризму. Среди них выделяется «Портрет Надежды Павловны Жданович, в замужестве Вернер, за клавесином» (1849, Русский музей, Санкт-Петербург).
Однако, несмотря на то, что к концу 1840-х годов к художнику пришло заслуженное признание, даже в этот, лучший период творчества Федотова не всё было безоблачно. Цензура запретила издание «Вечером вместо преферанса», задуманное Федотовым и его ближайшим другом Евстафием Бернардским, который примыкал к петрашевцам и проходил по их процессу. Также был запрещён «Иллюстрированный альманах» Некрасова, для которого Федотов делал иллюстрации. Перегибы цензуры Федотов описал в баснях «Усердная хавронья», «Тарпейская скала».
В 1851 году, ради заработка, художник принялся за композицию «Возвращение институтки в родительский дом», незаконченную им и заменённую другим сюжетом: «Приезд Николая I в патриотический институт», также оставшимся разработанным лишь наполовину.
Принципиальность художника наряду с сатирической направленностью его творчества вызвала повышенное внимание цензуры, от Федотова стали отворачиваться меценаты, ранее благоволившие ему. На картине «Вдовушка» (1851, 1852 — второй вариант, Государственная Третьяковская галерея, Москва) образ привлекательной молодой женщины, постигнутой великим несчастьем — потерей любимого мужа — полон сожаления об утраченном счастье. Незавершённые картины «Анкор, ещё анкор!» (1852, Третьяковская галерея, Москва) и «Игроки» (1852, Картинная галерея, Киев) полны чувства фатального абсурда бытия и мыслей о бессмысленности человеческого существования, предвосхищающих тему абсурда в искусстве символизма.

## Болезнь и смерть
Заботы и разочарование вместе с постоянным напряжением ума, рук и глаз, особенно при работе в вечернюю и ночную пору, оказали разрушительное воздействие на здоровье Павла Андреевича. У художника ухудшилось зрение, он стал страдать приливами крови к мозгу, частыми головными болями, состарился не по годам, и в самом его характере происходила всё более заметная перемена: весёлость и общительность сменились задумчивостью и молчаливостью.
Весной 1852 года у Федотова проявились признаки острого психического расстройства. Его поведение отличалось странностью. Вскоре Академию известили из полиции, что «при части содержится сумасшедший, который говорит, что он художник Федотов».
Друзья и начальство Академии поместили Федотова в одну из частных петербургских лечебниц для душевнобольных, а царь пожаловал на его содержание в этом заведении 500 руб. Несмотря на это, болезнь прогрессировала, и осенью 1852 года знакомые выхлопотали перевод Павла Андреевича в больницу Всех скорбящих на Петергофском шоссе. Здесь Федотов и умер 14 ноября того же года от плеврита, забытый всеми, кроме немногих близких друзей.
Федотов был похоронен на Смоленском православном кладбище в мундире капитана лейб-гвардии Финляндского полка. Цензурный комитет запретил публиковать известие о смерти П. А. Федотова в печати. При жизни художника не было напечатано ни одного его литературного сочинения. Его поэма «Поправка обстоятельств, или Женитьба майора», изданная в 1857 году в Лейпциге, была запрещена для распространения в России.
15 ноября 1864 года в церкви на Смоленском кладбище за упокой души Павла Андреевича служили обедню, а затем, при открытии надгробного памятника, — панихиду на его могиле.
Памятник был возобновлён лейб-гвардии Финляндским полком в 1893 году. В 1936 году прах художника был перезахоронен в некрополе мастеров искусств Александро-Невской лавры с установкой нового памятника.

## Адреса в Санкт-Петербурге
- 1834—1844 — Николаевская набережная, 43.
- 1844—1849 — Васильевский остров, Средний проспект, 56.
- 1849 — Васильевский остров, 21-я линия, 8 (дом не сохранился).

## Военные звания и чины
- 1830 — младший унтер-офицер
- 1832 — старший унтер-офицер
- 1832 — фельдфебель
- 1833 — прапорщик
- 1836 — подпоручик
- 1838 — поручик
- 1841 — штабс-капитан
- 1844 — капитан[16]

## Значение творчества
Является родоначальником критического реализма в русской живописи. В его творчестве преобладают два направления. В первом направлении преобладают рисунки и эскизные наброски, созданные под сильным влиянием Хогарта. Ещё плохо владея рисунком, Федотов добивается не столько точного воспроизведения действительности, сколько рельефно выставляет напоказ общечеловеческие слабости и недостатки, осмеивает пошлые или тёмные стороны современных ему русских нравов.
Сюжет этих произведений отличается сложностью и запутанностью. Их основная идея подчёркивается добавлением к выражающей её главной сцене побочных эпизодов. Художник не скупится на аксессуары, способные усилить раскрытие сюжета и иногда совершенно загромождает ими свою композицию. Движение человеческих фигур хотя и характерно, но угловато и утрированно. То же самое надо сказать и о лицах, тип и экспрессия которых переходят в гримасу. Преобладающий элемент этих работ — карикатура.
По мере того, как Федотов совершенствовался, характер его произведений менялся, становясь менее изысканным. При этом типичность изображаемых фигур, осмысленность их движений и экспрессивность лиц не только не ослабевали, но и возрастали вследствие того, что художник всё чаще работал с натуры, не навязывая ей форм и выражения, представлявшихся его фантазии, но подыскивая в реальном мире то, что соответствовало этим представлениям.
Нагромождённость композиции, разъяснение её посредством разных мелочей постепенно сменялись простотой и естественностью. Сама идея, ложившаяся в основу композиции, становилась всё более серьёзной и близкой к жизни. Стремясь идти в этом направлении и преодолевая затруднения, возникавшие из-за недостаточного владения техникой, Федотов, благодаря своему острому уму, редкой наблюдательности и упорному трудолюбию достиг блестящих результатов. Но результаты были бы ещё более поразительны, если бы судьба дала ему лучшие условия и жизнь его не прервалась бы столь жестоко и преждевременно.
Тем не менее и сделанного Федотовым достаточно для того, чтобы его имя осталось навеки одним из самых славных в истории русского искусства. Он открыл новую, ещё никем до него не тронутую в русской живописи жилу национальности и сатиры, первый из всех художников показал пример удачной её разработки и оставил её в наследство последующим талантам.

## Галерея

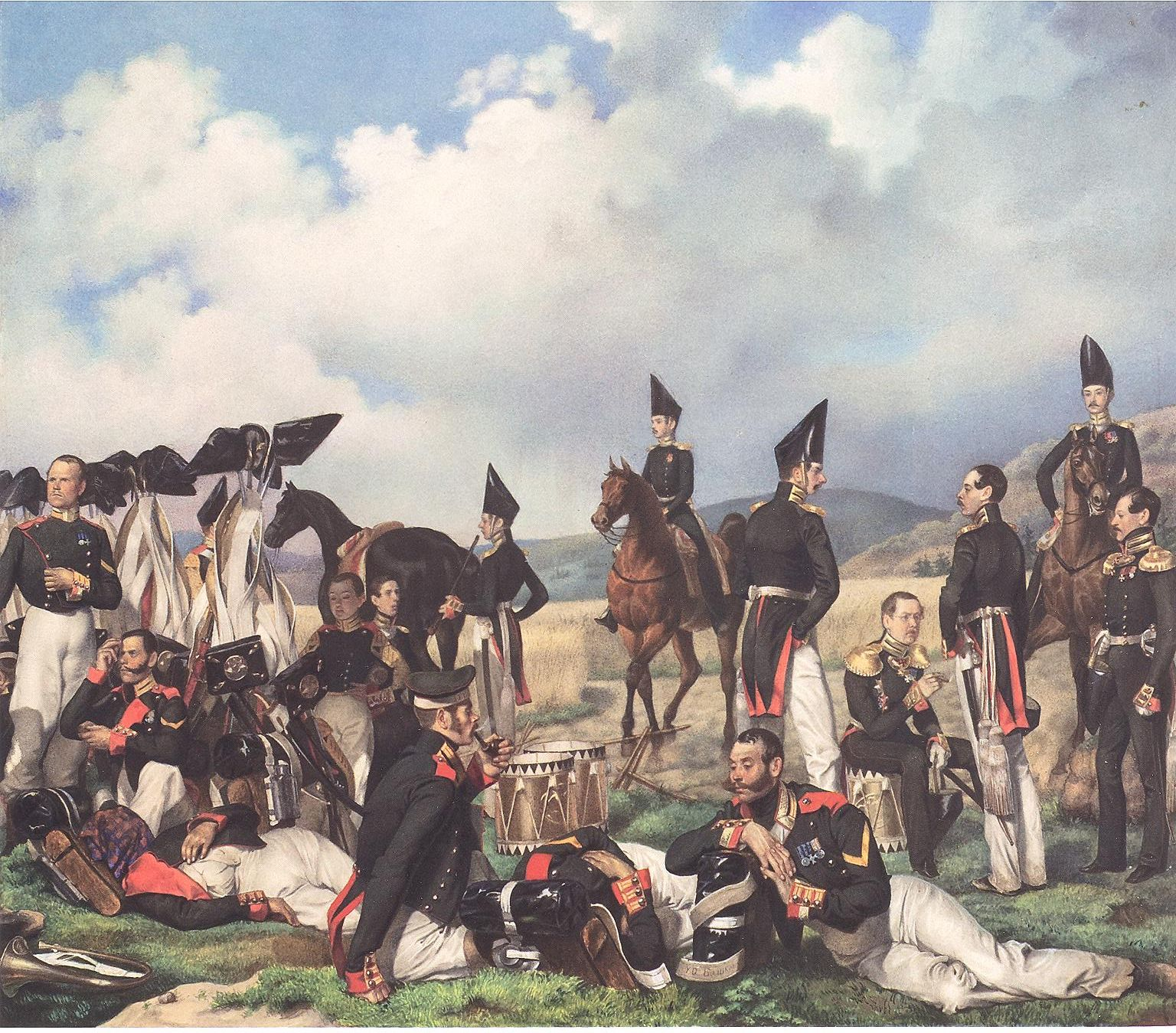
«Отдых на походе. Бивуак лейб-гвардии Павловского полка». Акварель, 1842

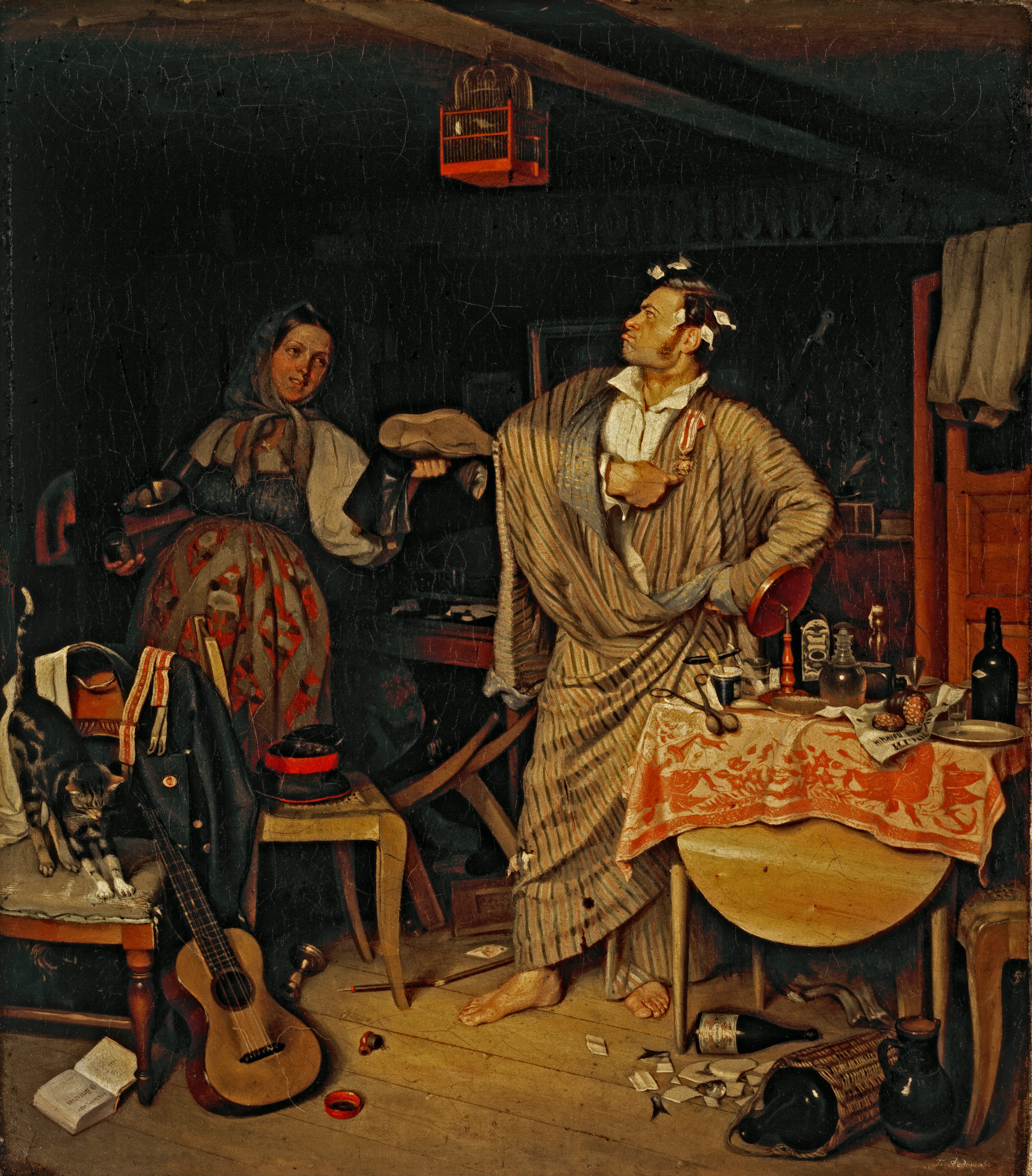
«Свежий кавалер», 1846

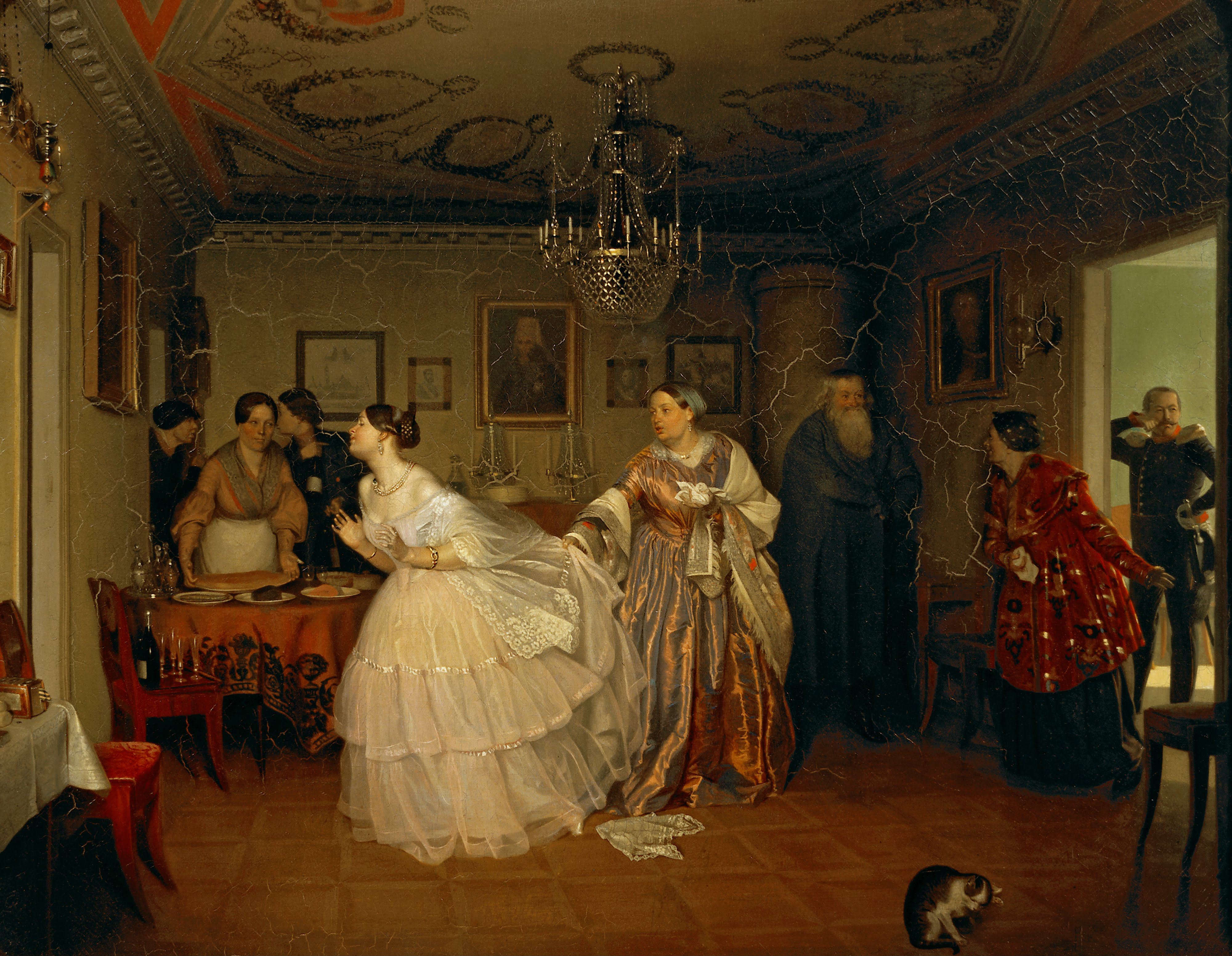
«Сватовство майора», 1848

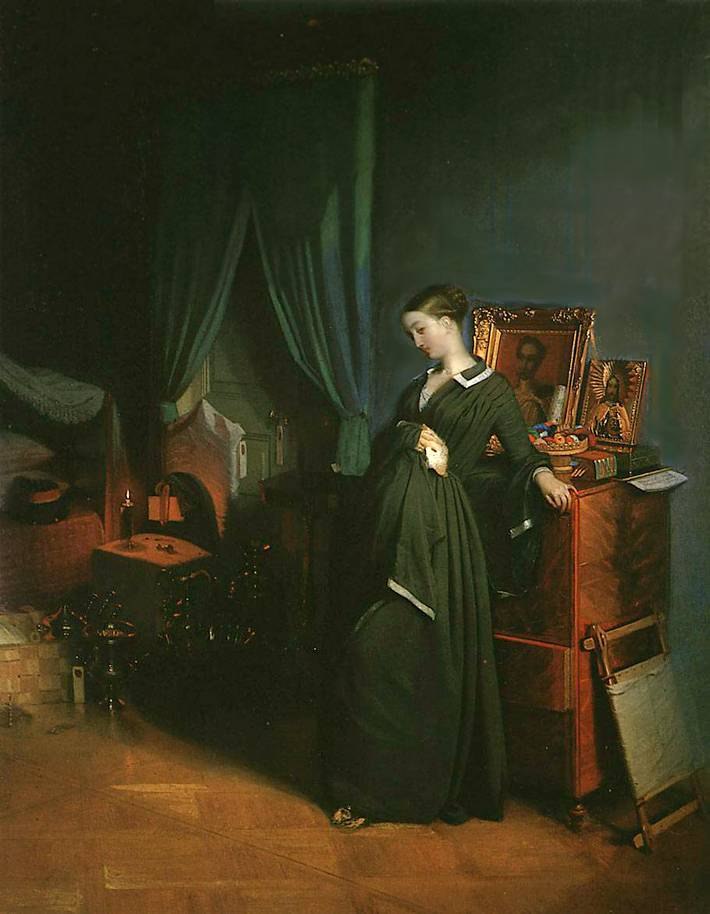
«Вдовушка», 1851—1852

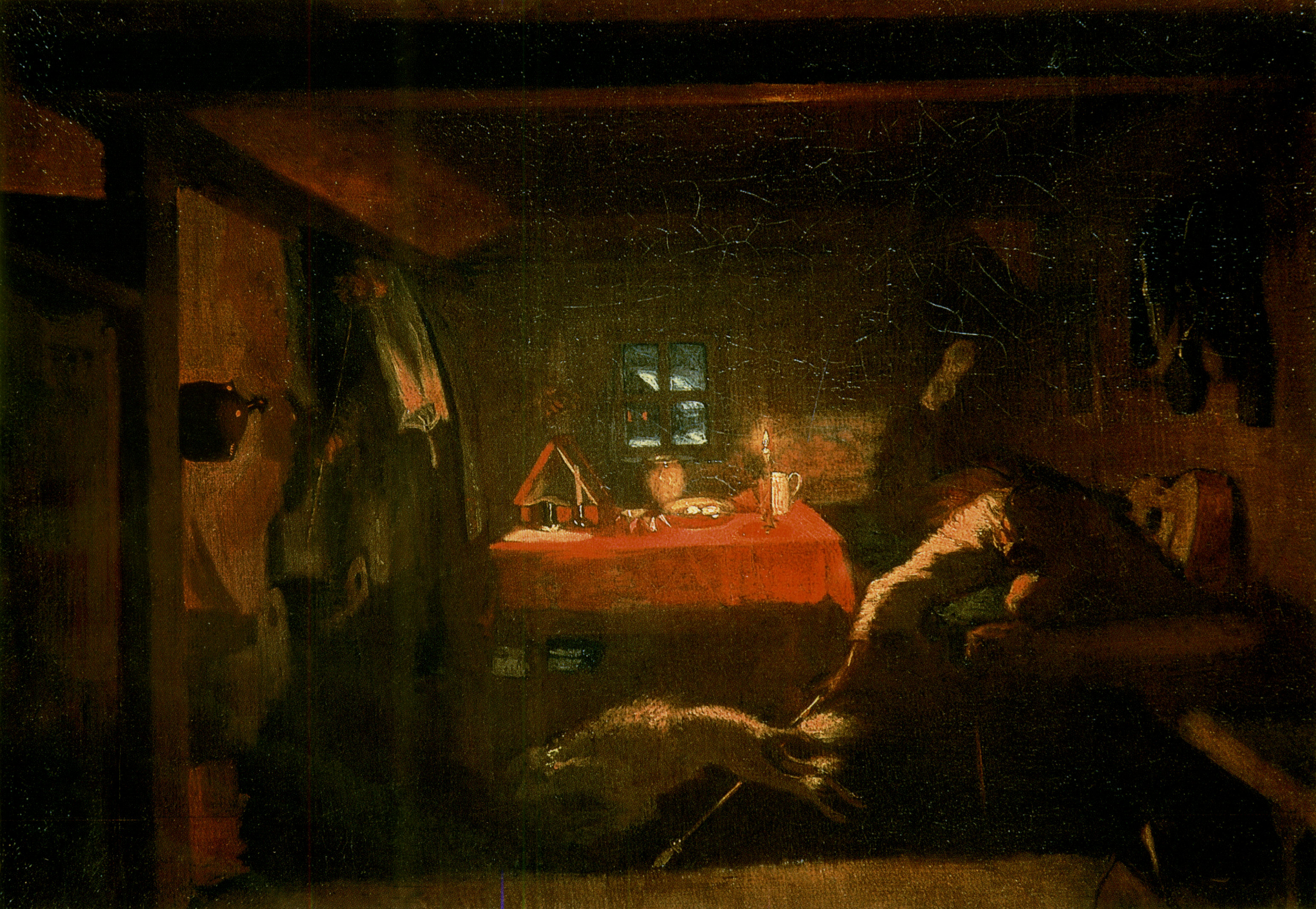
«Анкор, ещё анкор!» — неоконченная последняя картина Федотова, 1851—1852

## Работы Федотова в филателии

Почтовые марки СССР, 1976 год
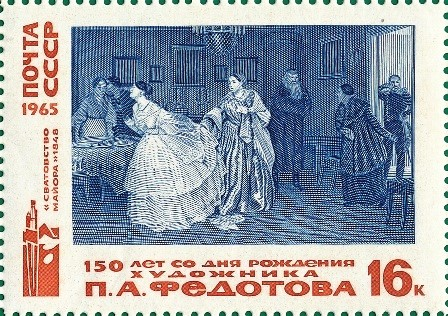
Картина «Сватовство майора»
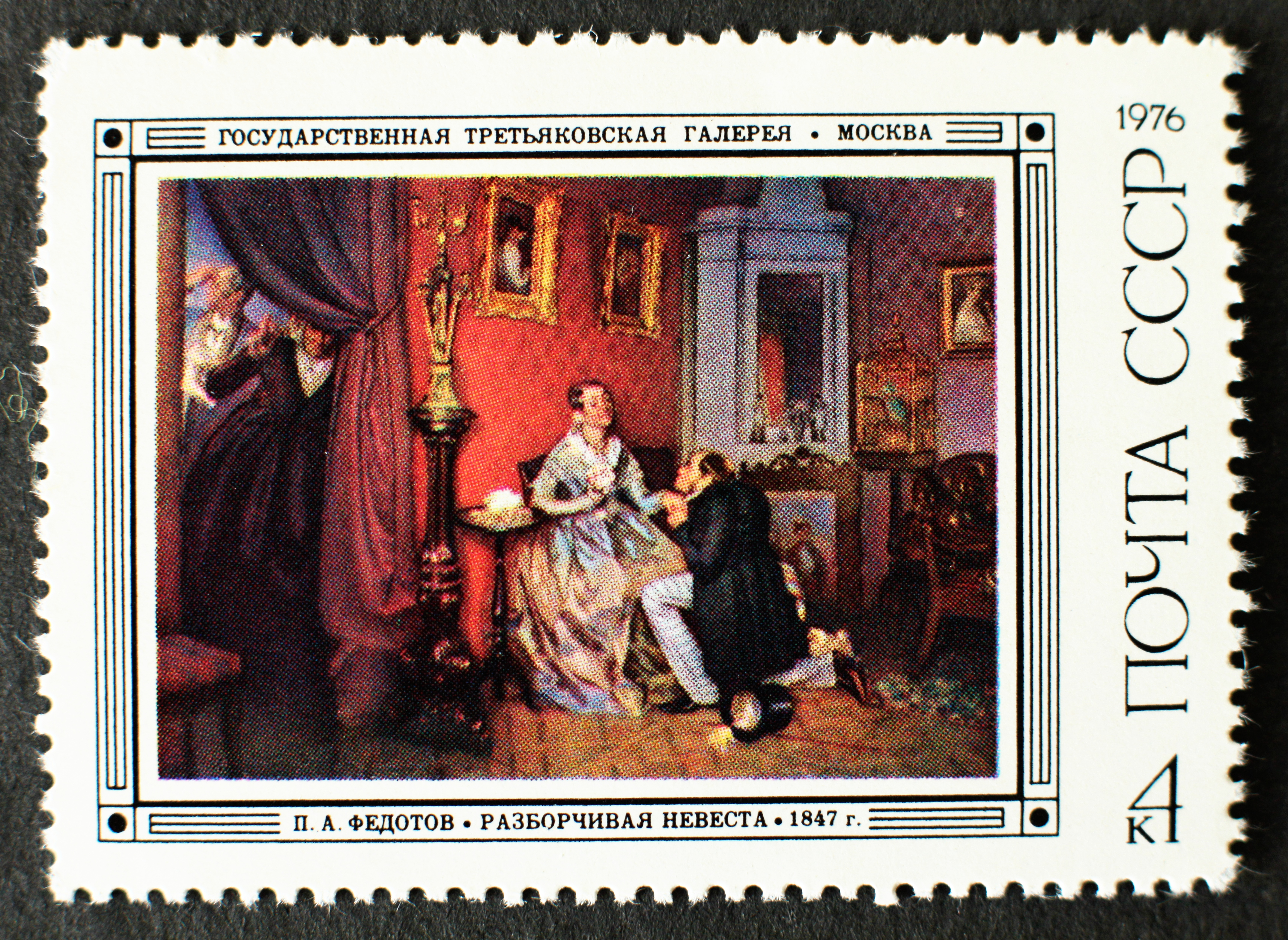
Картина «Разборчивая невеста»
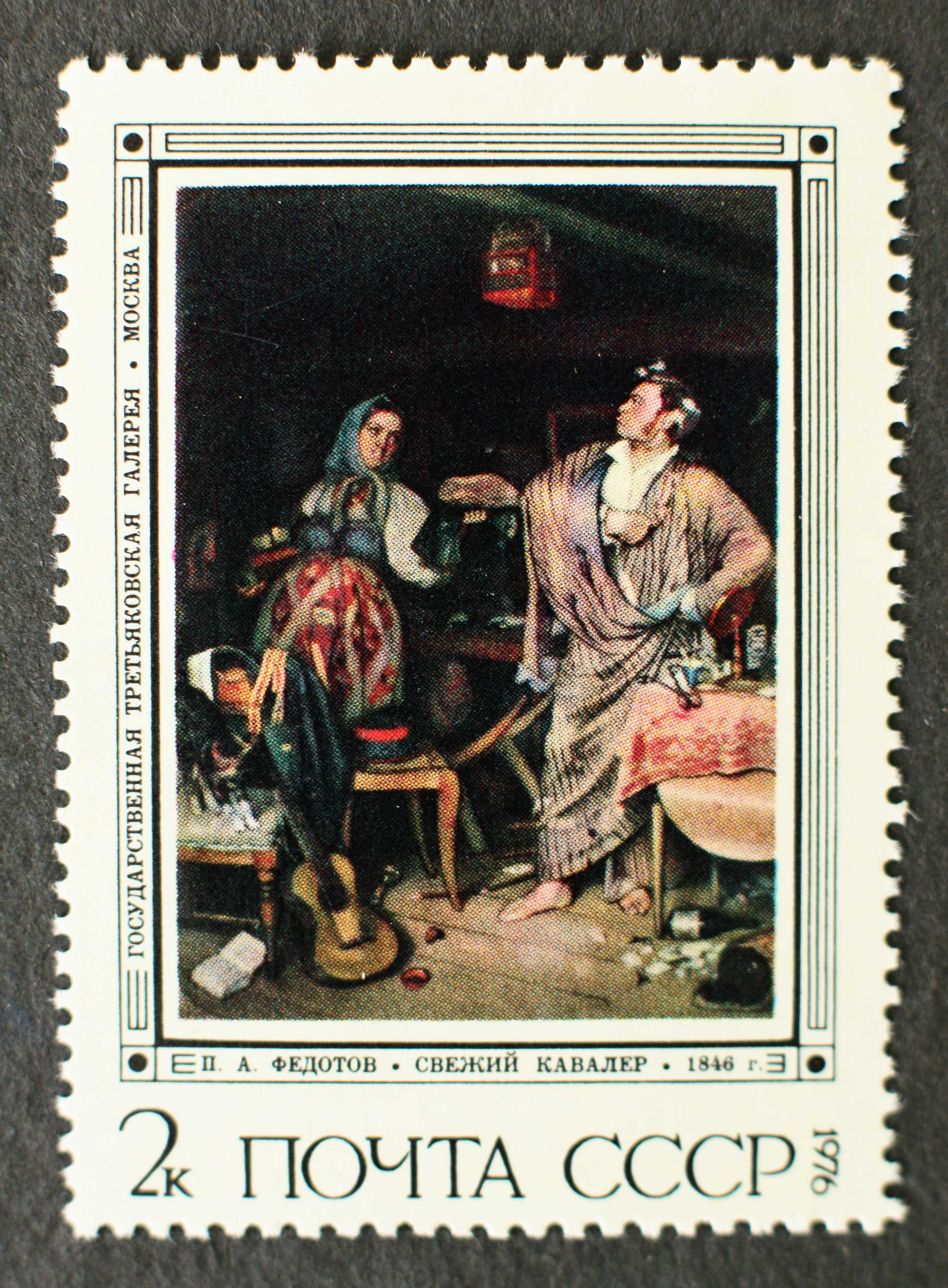
Картина «Свежий кавалер»
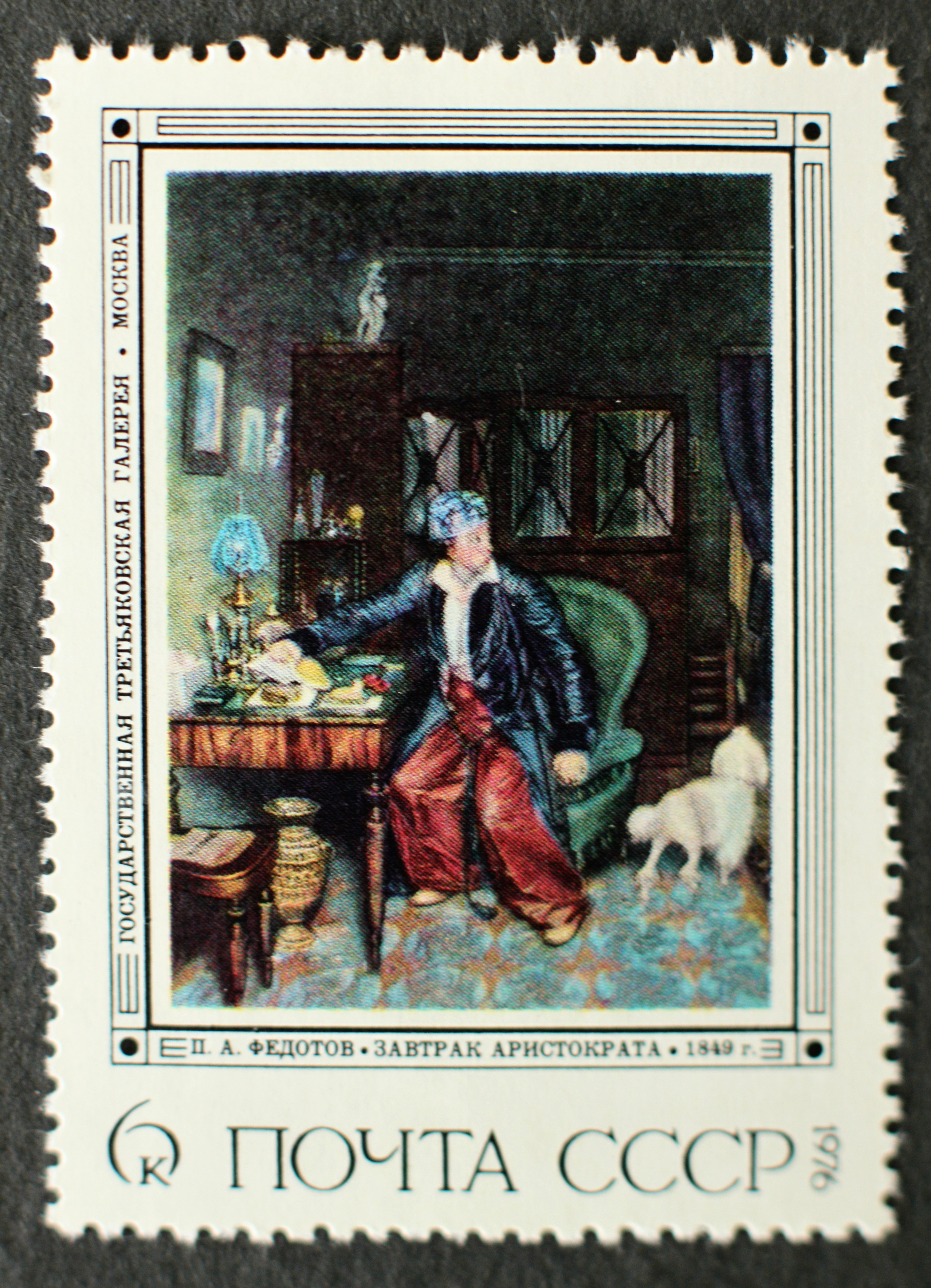
Картина «Завтрак аристократа»
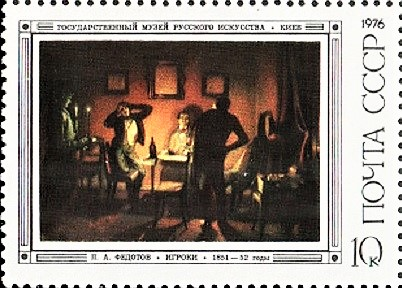
Картина «Игроки»
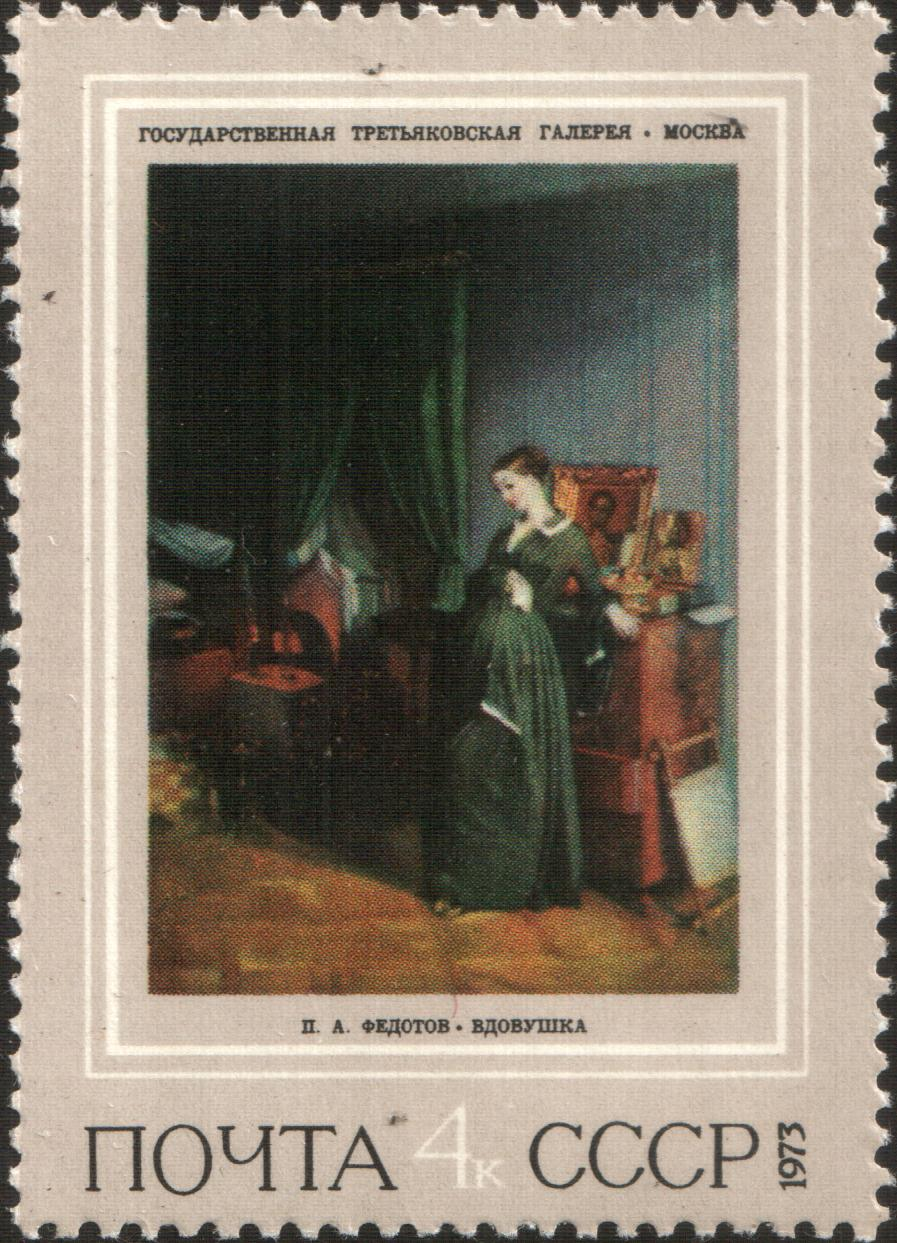
Картина «Вдовушка»
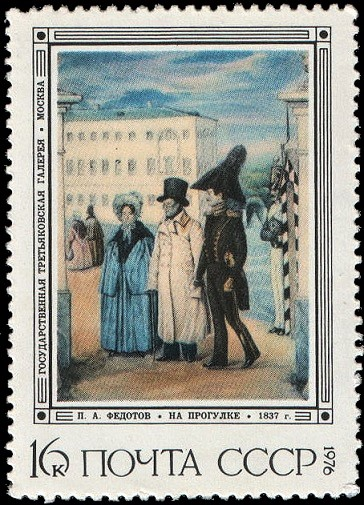
Картина «На прогулке»
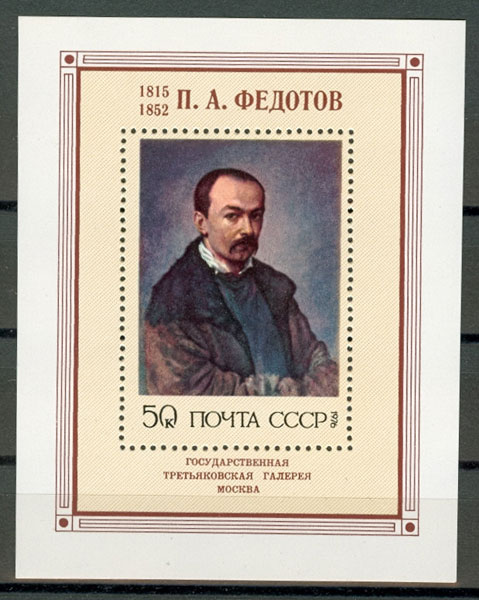
Автопортрет 1848 года